# NGC 2146
NGC 2146 је спирална галаксија у сазвежђу Жирафа која се налази на NGC листи објеката дубоког неба.
Деклинација објекта је + 78° 21' 21" а ректасцензија 6h 18m 38,3s. Привидна величина (магнитуда) објекта NGC 2146 износи 10,5 а фотографска магнитуда 11,3. Налази се на удаљености од 22,450 милиона парсека од Сунца. NGC 2146 је још познат и под ознакама UGC 3429, MCG 13-5-22, CGCG 348-17, KCPG 110A, IRAS 06106+7822, PGC 18797.